# Can Yaman
Can Yaman (Estambul, 8 de noviembre de 1989) es un actor turco. Es conocido por haber protagonizado las series turcas Dolunay, Bay Yanlış y Erkenci Kuş. Esta última lo llevó a la fama y le hizo ganar un Golden Butterfly Award a mejor actor de comedia romántica.

## Biografía
Nació el 8 de noviembre de 1989 en Suadiye (Estambul, Turquía). Su abuelo paterno era un inmigrante albanés con raíces kosovares; su abuela paterna era una inmigrante macedonia. Es hijo único. Su padre es abogado y su madre profesora. Es sobrino del entrenador de fútbol Fuat Yaman. Estudió en el colegio Bilfen Kolej y, posteriormente, en el Liceo Italiano de Estambul. Estudió la carrera de Derecho gracias a una beca de baloncesto de la Universidad de Yeditepe en 2012.
En 2014, debutó en la televisión turca con la serie Gönül İşleri. Posteriormente tuvo papeles protagonistas en İnadına Aşk, Hangimiz Sevmedik, Dolunay, Erkenci Kuş, yBay Yanlış. En enero de 2020 realizó el servicio militar obligatorio.
Habla fluidamente turco, italiano, alemán, inglés y está aprendiendo español. En España se han emitido tres series suyas en Divinity y Nova: Erkenci Kuş, Dolunay, İnadına Aşk y Bay Yanlış.

## Filmografía
Series
| Series de TV | Series de TV        | Series de TV    | Series de TV           |
| Año          | Título              | Personaje       | Papel                  |
| ------------ | ------------------- | --------------- | ---------------------- |
| 2014         | Gönül İşleri        | Bedir           | Protagonista           |
| 2015-2016    | İnadına Aşk         | Yalın Aras      | Protagonista           |
| 2016-2017    | Hangimiz Sevmedik   | Tarık Çam       | Protagonista           |
| 2017         | Dolunay             | Ferit Aslan     | Protagonista           |
| 2018-2019    | Erkenci Kuş         | Can Divit       | Protagonista           |
| 2020         | Bay Yanlış          | Özgür Atasoy    | Protagonista           |
| 2021         | Che Dio Ci Aiuti    | Gino            | Participación especial |
| 2022-2024    | Violeta como el mar | Francesco Demir | Protagonista           |
| 2024-        | El Turco            | Hasan Balaban   | Protagonista           |
| 2024-        | Sandokan            | Sandokan        | Protagonista           |

Programas
| Programas | Programas                             | Programas | Programas |
| --------- | ------------------------------------- | --------- | --------- |
| Año       | Título                                | Canal     | Papel     |
| 2019      | Volverte a ver (29/11/2019, T03, P49) | Telecinco | Invitado  |

### Vídeos musicales
| Vídeos musicales | Vídeos musicales | Vídeos musicales |
| Año              | Singers          | Título           |
| ---------------- | ---------------- | ---------------- |
| 2013             | Gülnur Gökçe     | Porselen Düşler  |

## Premios y nominaciones
| Año  | Premios                                           | Categoría                                | Trabajo           | Resultado | Ref.   |
| ---- | ------------------------------------------------- | ---------------------------------------- | ----------------- | --------- | ------ |
| 2017 | Çekmeköy 2023 Social Awareness Award              | Mejor actor                              | Hangimiz Sevmedik | Ganadora  | [ 5 ]  |
| 2018 | Golden Butterfly Awards                           | Mejor actor de comedia romántica         | Erkenci Kuş       | Ganadora  | [ 6 ]  |
| 2018 | Magazinn.com “Media and Art Awards”               | Mejor pareja de series con Demet Özdemir | Erkenci Kuş       | Ganadora  | [ 7 ]  |
| 2019 | GQ Men of the year                                | Mejor actor en ascenso                   | Erkenci Kuş       | Ganadora  | [ 8 ]  |
| 2019 | 19.Internet Media Best of the Year Award Ceremony | Mejor pareja del año con Demet Özdemir   | Erkenci Kuş       | Ganador   | [ 9 ]  |
| 2019 | Murex d'Or                                        | Mejor actor                              | Erkenci Kuş       | Ganadora  | [ 10 ] |
| 2019 | Turkey Youth Awards                               | Mejor actor de serie                     | Erkenci Kuş       | Ganadora  | [ 11 ] |
| 2019 | E! News TV Scoop Awards                           | TV's Top Leading Man 2019                | Erkenci Kuş       | Ganadora  |        |
| 2021 | Filming Italy Best Movie Award                    | Mejor personaje televisivo del año       |                   | Ganadora  |        |
| 2022 | Monte Carlo Film Festival of Comedie              | Social Responsibility Award (Charity)    |                   | Ganadora  |        |
| 2022 | Filming Italy Sardegna 2022                       | Creativity Award (Charity)               |                   | Ganadora  |        |